# Linnasaari (ö i Södra Savolax, Nyslott)
Linnasaari är en ö i Finland. Den ligger i sjön Ala-Luotojärvi och i kommunen Nyslott i  landskapet Södra Savolax, i den sydöstra delen av landet, 300 km nordost om huvudstaden Helsingfors. Öns area är 1,7 hektar och dess största längd är 240 meter i sydöst-nordvästlig riktning.